# Lobata
Lobata é um distrito da ilha de São Tomé, em São Tomé e Príncipe. Tem cerca de 19,4 mil habitantes e 105 km². Tem sede na vila de Guadalupe.
|              | Norte: Oceano Atlântico |                    |
| Oeste: Lembá | Lobata                  | Leste: Água Grande |
|              | Sul: Mé-Zóchi           |                    |

## Demografia
Histórico da população
- 1940 9.240 (15,2% da população nacional)
- 1950 8.190 (13,6% da população nacional)
- 1960 7.875 (12,3% da população nacional)
- 1970 9.361 (12,7% da população nacional)
- 1981 11.776 (12,2% da população nacional)
- 1991 14.173 (12,1% da população nacional)
- 2001 15.187 (1,0% da população nacional)
- 2012 19.414 (10,9% da população nacional)[1]

## Personalidades ilustres
- Barão da Lobata, Visconde da Lobata e Conde da Lobata